# 니시쓰바메역
니시쓰바메역(일본어: 西燕駅)은 일본 니가타현 쓰바메시에 위치한 동일본 여객철도 야히코 선의 철도역이다. 단선 승강장 1면 1선의 구조를 갖춘 지상역이다.

## 역 주변
- 니시쓰바메 공민관 · 체육관
- 국도 제289호선

## 역사
- 1954년 12월 25일 : 국철 야히코 선의 역으로서 니시요시다 - 쓰바메 간에 신설 개업.
- 1987년 4월 1일 : 일본국유철도 분할 민영화에 의해, 동일본 여객철도가 승계.
- 2008년 3월 15일 : IC 카드 Suica 사용 개시.

## 인접 역
| 동일본 여객철도 야히코 선 | 동일본 여객철도 야히코 선 | 동일본 여객철도 야히코 선 |
| ------------------------- | ------------------------- | ------------------------- |
| 요시다 야히코 방면        | ■ 야히코 선               | 쓰바메 히가시산조 방면    |